# Papara (comida)
Popara también conocido como Papara (pronúnciese con el acento sobre la última sílaba) es un plato en la cocina búlgara que se hace a base de pan añejo y caldo de carne. Es más común en la Bulgaria.

## Variedades
Popara es una comida sencilla que se hace a manera de sopa o guiso, dependiendo del gusto de cada uno. En la versión de plato fuerte se le enriquece con ingredientes como carne molida, una salsa de yogur y de tomate. Su receta también incluye cebolla y verduras.
Es parecido con el plato llamado tirit.

## En la cultura popular
Papara se conoce como un plato económico destinado a aprovechar los panes viejos, y en su versión de sopa, sin especias, una comida liviana para enfermos.
Como su versión de sopa es algo desabrida, en el idioma turco existe el dicho "papara yemek" (literalmente comer papara) que significa ser reprendido, regañado.